# 31482 Caddell
31482 Caddell è un asteroide della fascia principale. Scoperto nel 1999, presenta un'orbita caratterizzata da un semiasse maggiore pari a 2,6426809 UA e da un'eccentricità di 0,0760217, inclinata di 3,09510° rispetto all'eclittica.